# Favolaschia fujisanensis
Favolaschia fujisanensis är en svampart som beskrevs av Kobayasi 1952. Favolaschia fujisanensis ingår i släktet Favolaschia och familjen Mycenaceae.   Inga underarter finns listade i Catalogue of Life.